# Unité urbaine de Clisson
L’unité urbaine de Clisson est une unité urbaine française formée autour des communes de Clisson, Gétigné et Gorges, en Loire-Atlantique.

## Données générales
Dans le zonage réalisé par l'Insee en 1999, l'unité urbaine était composée de quatre communes.
Dans le zonage réalisé en 2010, l'unité urbaine était composée des quatre mêmes communes, ainsi que dans le zonage réalisé en 2020.
En 2022, elle compte 20 089 habitants et occupe le 20e rang dans la région Pays de la Loire. Avec ses 16 343 habitants dans la Loire-Atlantique, elle représente la 4e unité urbaine de ce département.
En 2020, sa densité de population s'élève à 317 hab/km2 dans la Loire-Atlantique. Par sa superficie, elle n'y représente que 0,74 % du territoire départemental et, par sa population, elle y regroupe 1,12 % de la population de ce département.
Le tableau suivant détaille la répartition de l'unité urbaine sur les départements concernés (les pourcentages sont relatifs au département d'appartenance des communes) :
| Département      | Communes | Communes (%) | Superficie (km²) | Superficie (%) | Population (2020) | Population (%) |
| ---------------- | -------- | ------------ | ---------------- | -------------- | ----------------- | -------------- |
| Loire-Atlantique | 3        | 1,45         | 51,04            | 0,74           | 16 203            | 1,12           |
| Vendée           | 1        | 0,4          | 13,47            | 0,2            | 3 633             | 0,52           |

## Composition 2020 de l'unité urbaine
Elle est composée des quatre communes suivantes :
| Nom     | Code Insee | Département      | Statut       | Superficie (km2) | Population (dernière pop. légale) | Densité (hab./km2) | Modifier                                    |
| ------- | ---------- | ---------------- | ------------ | ---------------- | --------------------------------- | ------------------ | ------------------------------------------- |
| Clisson | 44043      | Loire-Atlantique | ville-centre | 11,30            | 7 459 (2022)                      | 660                | modifier les données · modifier les données |
| Gétigné | 44063      | Loire-Atlantique | ville-centre | 23,97            | 3 794 (2022)                      | 158                | modifier les données · modifier les données |
| Gorges  | 44064      | Loire-Atlantique | ville-centre | 15,77            | 5 090 (2022)                      | 323                | modifier les données · modifier les données |
| Cugand  | 85076      | Vendée           | banlieue     | 13,47            | 3 746 (2022)                      | 278                | modifier les données · modifier les données |

## Évolution démographique
| 1968   | 1975   | 1982   | 1990   | 1999   | 2008   | 2013   | 2020   |
| ------ | ------ | ------ | ------ | ------ | ------ | ------ | ------ |
| 10 086 | 11 264 | 12 612 | 13 637 | 14 440 | 17 032 | 17 989 | 19 836 |

#### Données générales
- Unité urbaine
- Aire d'attraction d'une ville
- Aire urbaine (France)
- Liste des unités urbaines de France

#### Données démographiques en rapport avec l'unité urbaine de Clisson
- Aire d'attraction de Nantes
- Aire d'attraction de Cugand
- Arrondissement de Nantes
- Arrondissement de la Roche-sur-Yon

#### Données démographiques en rapport avec la Loire-Atlantique et la Vendée
- Démographie de la Loire-Atlantique
- Démographie de la Vendée